# Conchylia gamma
Conchylia gamma là một loài bướm đêm trong họ Geometridae.